# Деханов, Николай Михайлович
Николай Михайлович Деха́нов (1909—2001) — советский металлург, учёный, организатор производства.

## Биография
Родился 16 (29 июля) 1909 года в Новоржеве (ныне Псковская область). После окончания Ленинградского металлургического института в 1933 (физико-металлургический факультет Ленинградского политехнического института, разделённого с 1930 по 1934 годы на ряд отраслевых вузов) работал на Челябинском заводе ферросплавов: мастер, начальник смены, старший мастер, зам. начальника цеха, начальник технического отдела, главный инженер (1939—1941), директор (1941—1949).
В 1949—1951 годах директор Челябинского металлургического завода. В 1951—1957 директор Актюбинского, затем Запорожского завода ферросплавов.
С 1958 года заместитель директора УкрНИИспецстали.
Доктор технических наук (1967). Избирался делегатом XIX съезда КПСС, V—VIII съездов КП Казахстана.
Умер 30 марта 2001 года в Запорожье (Украина).

## Награды и премии
- Сталинская премия III степени (14 марта 1941) — за изобретение способа производства малоуглеродистого феррохрома
- Сталинская премия III степени (1950) — за коренное усовершенствование технологии выплавки ферросплавов
- два ордена Ленина
- два ордена Трудового Красного Знамени
- медали
- заслуженный металлург УССР (1965)